# Andrius Giedraitis
Andrius Giedraitis (Kapsukas, 23 luglio 1973) è un ex cestista lituano.

## Carriera
Con la Lituania ha disputato i Giochi olimpici di Sydney 2000.

## Palmarès

### Squadra
- Campionato lituano: 1

Lietuvos rytas: 1999-2000
- Campionato belga: 1

Ostenda: 2001-02

### Individuale
- MVP Lega NEBL: 1

Lietuvos rytas: 2000